# مارسيل جونز
مارسيل جونز (بالإنجليزية: Marcel Jones)‏ هو لاعب كرة قدم أمريكية أمريكي، ولد في 4 سبتمبر 1988 في فينيكس في الولايات المتحدة.

## وصلات خارجية
- مارسيل جونز على موقع مرجع كرة القدم المحترفة.كوم (الإنجليزية)